# Korpus posiłkowy Hieronima Augustyna Lubomirskiego

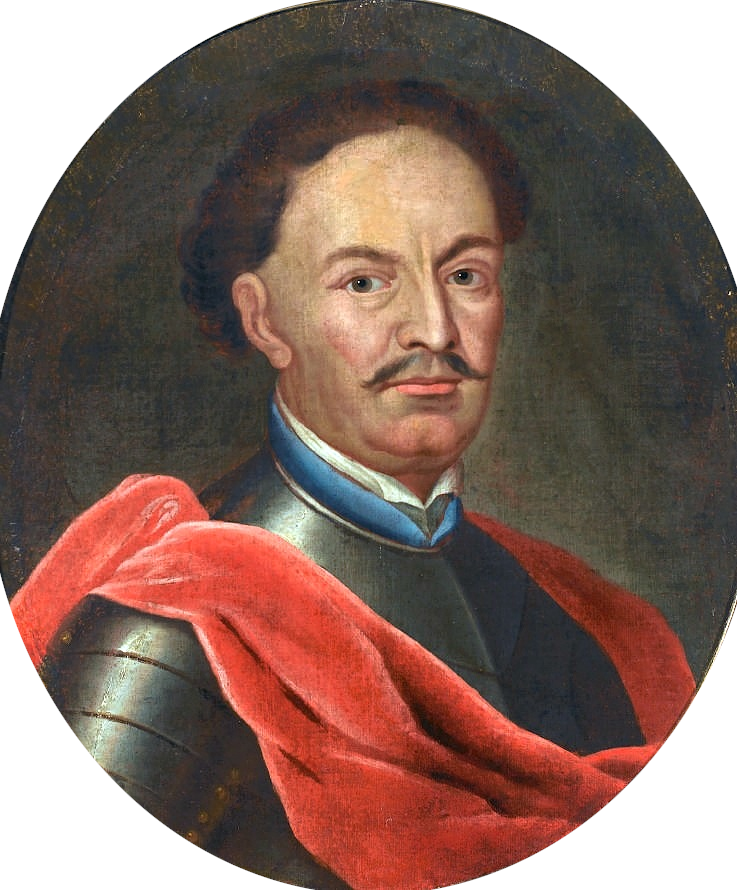
Hieronim Augustyn Lubomirski

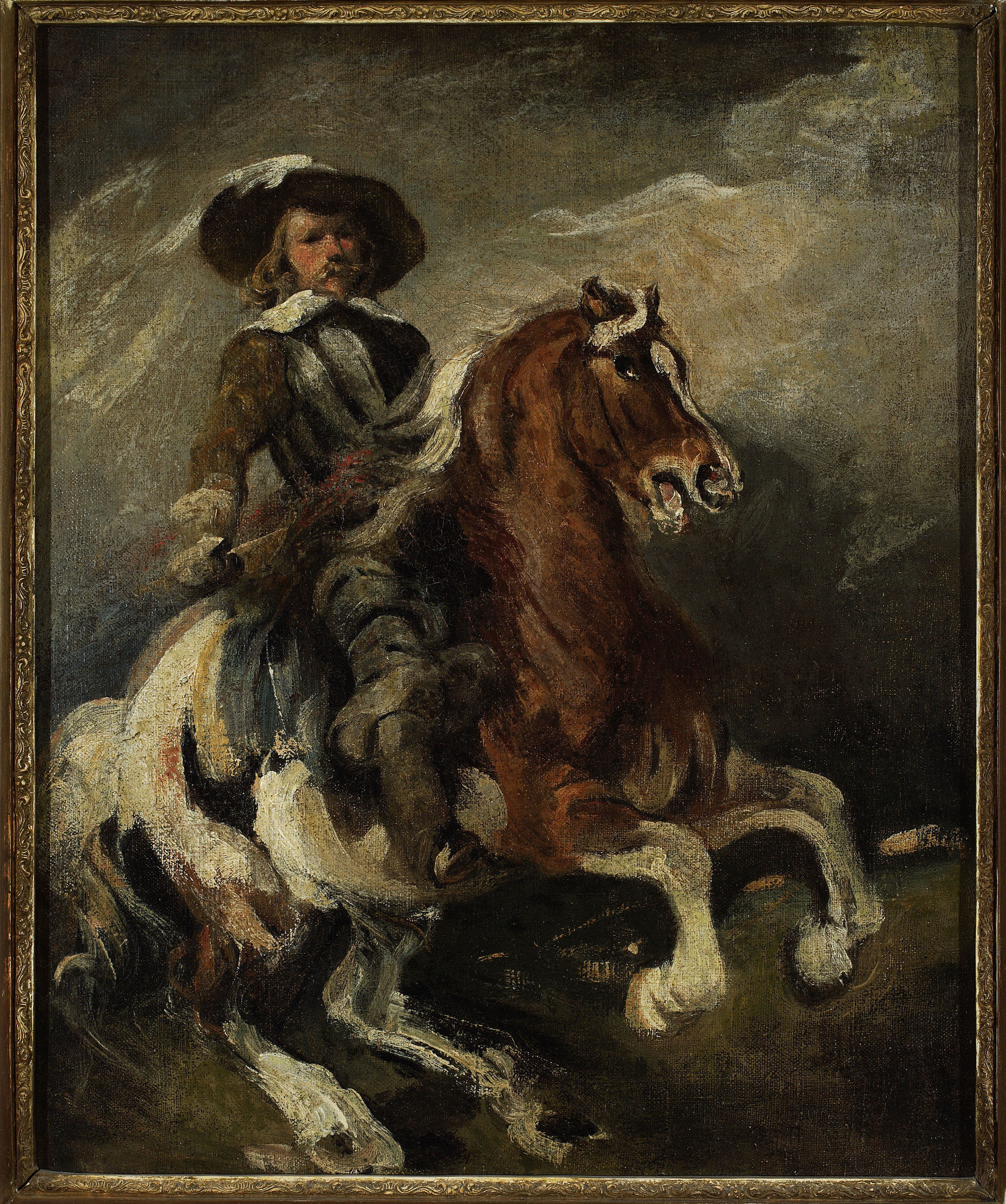
Rajtar, Piotr Michałowski

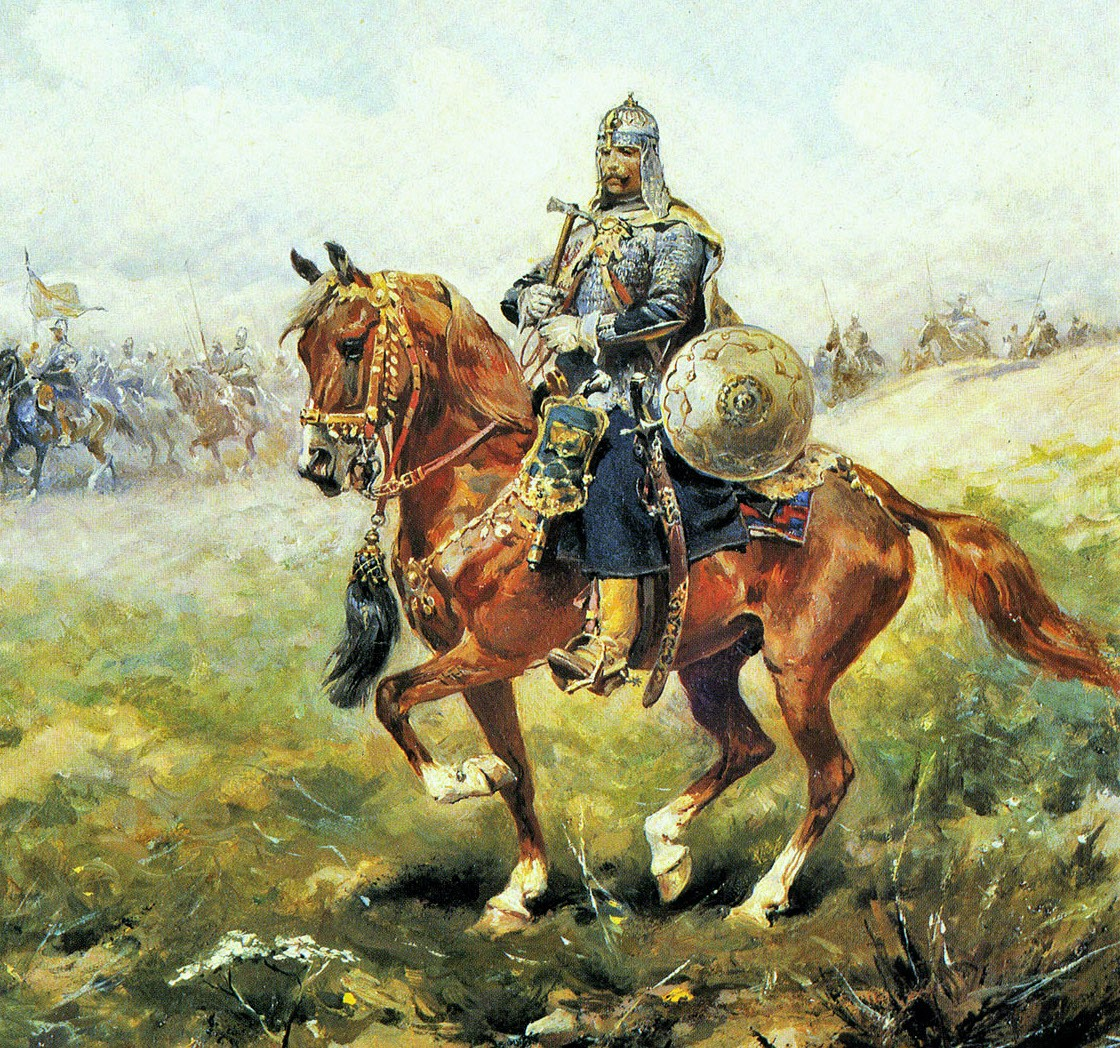
Towarzysz pancerny, Józef Brandt

Korpus posiłkowy Hieronima Augustyna Lubomirskiego – korpus posiłkowy wojsk austriackich szefostwa marszałka nadwornego koronnego Hieronima Augustyna Lubomirskiego istniejący w latach 1683–1685. W powierzeniu korpusu Lubomirskiemu nie przeszkadzał Austriakom fakt, iż pięć lat wcześniej ten sam Lubomirski organizował pomoc dla walczących z Austrią powstańców węgierskich.
Zgodnie z umową podpisaną 1 lutego 1683 korpus był na żołdzie cesarza Leopolda I Habsburga.
Chętnych do zaciągu nie brakowało, ponieważ werbownicy Lubomirskiego oferowali korzystne warunki, zarówno żołd wyższy niż w Rzeczypospolitej jak i zaliczki.
Regimenty rajtarskie i dragońskie były wówczas tworzone według etatu austriackiego, identycznego dla kirasjerów i dragonów. Etat obejmował 11-osobowy sztab oraz 10 kompanii po 80 żołnierzy, razem 811 osób przy czym kirasjerzy mieli jedynie o jednego funkcyjnego więcej w każdej kompanii.

## Skład w 1683
2 regimenty rajtarskie (po 811 koni każdy)
- regiment rajtarski Hieronima Augustyna Lubomirskiego – pod faktycznym dowództwem pułkownika Jana Butlera
- regiment rajtarski Jana Kazimierza Tedtwina

1 regiment dragoński (811 koni)
- regiment dragoński Kazimierza Königsegga

4 chorągwie pancerne (po 100 koni każda)
- chorągiew pancerna Bielickiego
- chorągiew pancerna Grocholskiego
- chorągiew pancerna Kreuza
- chorągiew pancerna Mroczka

## Na żołdzie cesarza
Korpus wziął udział w wojnie polsko-tureckiej 1683–1699, m.in. w walce o ufortyfikowaną wieś Kahnebergerdörfer, w bitwie pod Wiedniem (12 września 1683) i bitwach pod Parkanami (7 i 9 października 1683).
Korpus Lubomirskiego i cała jazda cesarska osłaniały działania oblężnicze w czasie oblężenia Esztergomu na wypadek ewentualnej odsieczy Turków. W listopadzie regimenty korpusu trafiły do kwater zimowych na Spiszu. Przed powrotem do kraju wzięły jeszcze udział w kampaniach węgierskich 1684–1685.

## Powrót do kraju
Oba regimenty rajtarskie, a także chorągwie pancerne zostały zwinięte i wróciły razem z samym Lubomirskim do kraju jesienią 1685. Jedynie regiment dragoński Kazimierza Königsegga, już z nowym dowódcą, pozostał przy cesarzu do 1700.